# Sumenep (stato)
Il ducato di Sumenep o regno di Sumenep (in lingua madura: Kadipaten Sumenep, Kadipaten Madura Timur o Madura Wetan) fu un regno esistito nell'attuale Indonesia, tra il 1269 ed il 1883.

## Storia

### Le origini
In antichità, le popolazioni che abitavano questa zona vivevano di sussistenza con prodotti agricoli e marittimi ritrovati sul posto. Lo stato, fondato nel 1269, rimase sottoposto dapprima al governo del regno di Singhasari e poi passò a quello di Majapahit, con sede a Lamajang, e fu durante il regno di Raden Wijaya che esso venne liberato da ogni tributo. È in questo periodo che iniziò la costituzione delle prime saline dell'area.
Nel 1559, durante il regno di Kanjeng Tumenggung Ario Kanduruwan, questa regione passò sotto il dominio del sultanato di Demak e tale rimase sino a l regno del principe Lor II che salì al potere nel 1574, quando il territorio del ducato di Sumenep passò sotto la supervisione del sultanato di Mataram.

### L'influenza olandese

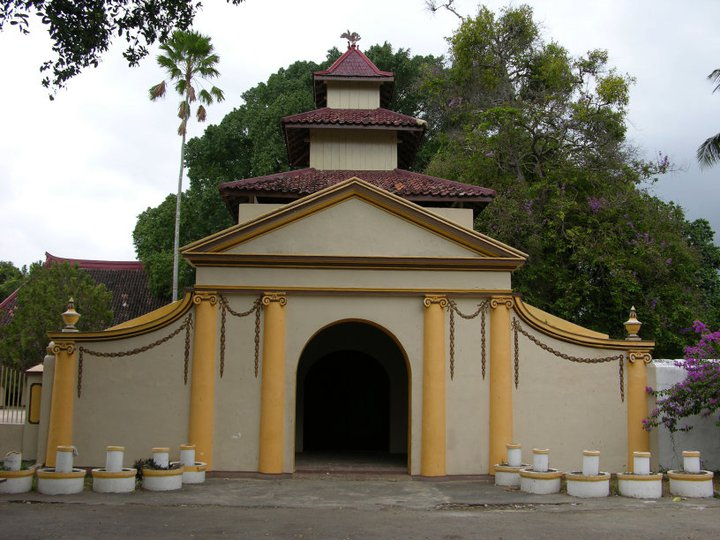
La Labhang Mesem o "porta che ride", un monumento di Sumenep con chiare influenze tratte dall'architettura neoclassica occidentale

Il rapporto tra la Compagnia olandese delle Indie orientali ed il governo del ducato di Sumenep esisteva effettivamente già prima del trattato del 1705, ma è a quella data che il sultano di Mataram, che si trovava in una situazione politica in patria, chiese aiuto militare agli olandesi e questi si offrirono di fornirglielo in cambio del governo de facto del ducato di Sumenep.
Saggiamente, ad ogni modo, gli olandesi non sovvertirono l'ordine delle cose e lasciarono gli organi di governo locali sostanzialmente immutati, con l'obbligo però di far sottoscrivere le decisioni anche al loro residente. Il ducato di Sumenep ottenne il permesso di tenere un proprio esercito, ma con la potenza soverchiante dei coloni olandesi questa difesa locale aveva ben poca rilevanza.
Fu durante questo periodo, ad ogni modo, che la presenza degli olandesi portò ad un fiorire dello sviluppo architettonico di Sumenep, con la costruzione dei principali edifici governativi con stili come il neoclassico che provenivano chiaramente dalla tradizione occidentale.
Col passare del tempo, ad ogni modo, la presenza del governo delle Indie orientali olandesi iniziò a farsi sentire in maniera sempre più pesante sino a quando, nel 1883, non venne presa la decisione di sopprimere il ducato e di annetterlo direttamente alle Indie orientali olandesi.

## Duchi di Sumenep
- Wiraraja I (Aria Banyak Wedi) (1269-1292)
- Wiraraja II (Ario Bangah)	(1292-1301)
- Danurwendo (Lembu Sarenggono) (1301-1311)
- Assrapati (1311-1319)
- Panembahan Joharsari (1319-1331)
- Panembahan Mandaraga (raja Piturut) (1331-1339)
- Wotoprojo	Bukabu (1339-1348)
- Notoningrat (1348-1358)
- Secodiningrat I (raja Agung Rawit) (1358-1366)
- Secodiningrat II (Tumenggung Gajah Pramono) (1366-1386)
- Pulang Jiwo (Panembahan Blongi) (1386-1399)
- Adipoday (Ario Baribin) (1399-1415)
- Secodiningrat III (1415-1460)
- Secodiningrat IV (raja Wigonando)	(1460-1502)
- Secodingrat V (raja Siding Purih) (1502-1559)
- Kanduruwan (1559-1562)
- Wetan (1562-1567)
- Keduk II (raja Keduk) (1567-1574)
- Lor II (raja Rajasa) (1574-1589)
- Cokronegoro I (raja Abdullah) (1589-1626)
- Anggadipa (1626-1644)
- Jaing Patih di Sampang	(1644-1648)
- Yudonegoro (raja Bugan) (1648-1672)
- Pulang Jiwo (1672-1678)
- Cokronegoro II (raja Romo) (1678-1709)
- Purwonegoro (raja Wiromenggolo) (1709-1721)
- Cokronegoro III (raja Ahmat) (1721-1744)
- Alza (1744-1749)
- Lesap (1749-1750)
- Gusti Raden Ayu Tirtonegoro (1750-1762)
- Panembahan Sumolo Asirudin (1762-1811)
- Abdurrahman Pakunataningrat I (1811-1854)
- Notokusumo II (1854-1879)
- Pakunataningrat II (1879-1883)